# Shelagh Donohoe
Shelagh Donohoe (Lowell, 22 de enero de 1965) es una deportista estadounidense que compitió en remo.
Participó en los Juegos Olímpicos de Barcelona 1992, obteniendo una medalla de plata en la prueba de cuatro sin timonel. Ganó dos medallas de plata en el Campeonato Mundial de Remo, en los años 1990 y 1991.

## Palmarés internacional
| Juegos Olímpicos   | Juegos Olímpicos     | Juegos Olímpicos | Juegos Olímpicos   |
| Año                | Lugar                | Medalla          | Prueba             |
| ------------------ | -------------------- | ---------------- | ------------------ |
| 1992               | Barcelona (España)   | Medalla de plata | Cuatro sin timonel |
| Campeonato Mundial |                      |                  |                    |
| Año                | Lugar                | Medalla          | Prueba             |
| 1990               | Tasmania (Australia) | Medalla de plata | Ocho con timonel   |
| 1991               | Viena (Austria)      | Medalla de plata | Cuatro sin timonel |